# Дискография Мелани Мартинес
Американская певица и автор песен Мелани Мартинес выпустила три студийных альбома, четыре мини-альбома, десять синглов, два промосингла и двадцать шесть музыкальных клипов.
После участия в The Voice Мартинес в 2014 году подписала контракт со звукозаписывающей компанией Atlantic Records. Дебютный мини-альбом, Dollhouse , был выпущен в том же году и включал в себя два её первых сингла, «Dollhouse» и «Carousel». Дебютный альбом Cry Baby был выпущен в 2015 году. Он занял шестое место в Billboard 200 США и получил от RIAA статус платинового. Альбом продвигали три сингла «Pity Party», «Soap» и «Sippy Cup».
Второй студийный альбом Мартинес, K-12, был выпущен в 2019 году. Он занял третье место в Billboard 200 и вошёл в топ-10 в Австралии, Канаде, Ирландии, Новой Зеландии и Великобритании. В сентябре 2020 года Мартинес выпустила мини-альбом After School, в который вошёл первый сингл «The Bakery».
В феврале 2023 года Мелани анонсировала новый альбом «Portals». Он вышел 31 марта того же года, и состоит из 13-ти песен.

## Студийные альбомы
| Название | Подробности                                                                                            | Высшая позиция в чарте | Высшая позиция в чарте | Высшая позиция в чарте | Высшая позиция в чарте | Высшая позиция в чарте | Высшая позиция в чарте | Высшая позиция в чарте | Высшая позиция в чарте | Высшая позиция в чарте | Высшая позиция в чарте | Сертификации                                       | Продажи        |
| Название | Подробности                                                                                            | US                     | US Alt.                | AUS                    | CAN                    | IRE                    | ITA                    | NLD                    | SPA                    | NZ                     | UK                     | Сертификации                                       | Продажи        |
| -------- | --- | ---------------------- | ---------------------- | ---------------------- | ---------------------- | ---------------------- | ---------------------- | ---------------------- | ---------------------- | ---------------------- | ---------------------- | -------------------------------------------------- | -------------- |
| Cry Baby | - Выпущен: 14 августа 2015 - Лейбл: Atlantic - Форматы: CD, LP, кассета, цифровое скачивание, стриминг | 6                      | 1                      | 27                     | 10                     | 35                     | 18                     | 65                     | 6                      | 21                     | 32                     | - RIAA: Платиновый - BPI: Золотой - MC: Платиновый | - США: 388,000 |
| K-12     | - Выпущен: 6 сентября 2019 - Лейбл: Atlantic - Формат: CD, LP, кассета, цифровое скачивание, стриминг  | 3                      | 1                      | 6                      | 10                     | 7                      | 11                     | 8                      | 6                      | 8                      | 8                      | - BPI: Серебряный                                  |                |
| Portals  | - Выпущен: 31 марта 2023 - Лейбл: Atlantic - Формат: CD, LP, кассета, цифровое скачивание, стриминг    | 2                      | 1                      | 1                      | 3                      | 3                      | 20                     | 8                      | 1                      | 8                      | 2                      |                                                    |                |

## Мини-альбомы
| Название                 | Подробности                                                                      | Высшая позиция в чартах | Высшая позиция в чартах | Высшая позиция в чартах |
| Название                 | Подробности                                                                      | US                      | AUS                     | UK                      |
| ------------------------ | -------------------------------------------------------------------------------- | ----------------------- | ----------------------- | ----------------------- |
| Dollhouse                | - Выпущен: 19 мая 2014 - Лейбл: Atlantic - Формат: CD LP,, цифровое скачивание   | —                       | —                       | —                       |
| Pity Party               | - Выпущен: 6 мая 2016 - Лейбл: Atlantic - Формат: Цифровое скачивание            | —                       | —                       | —                       |
| Cry Baby’s Extra Clutter | - Выпущен: 25 ноября 2016 - Лейбл: Atlantic - Формат: LP                         | —                       | —                       | —                       |
| After School             | - Выпущен: 25 сентября 2020 - Формат: Atlantic - Формат: Цифровое скачивание, LP | 74                      | 63                      | 70                      |

## Синглы

### В качестве ведущего исполнителя
| «Dollhouse»                                                                     | 2014 | — | —  | —  | —  | —   | - RIAA: 2× Платиновый - MC: Платиновый | Dollhouse                |
| «Carousel»                                                                      | 2014 | — | 38 | —  | —  | —   | - RIAA: Платиновый - MC: Золотой       | Dollhouse                |
| «Pity Party»                                                                    | 2015 | 4 | 40 | —  | —  | 175 | - RIAA:Платиновый - MC: Платиновый     | Cry Baby                 |
| «Soap»                                                                          | 2015 | — | 16 | —  | —  | —   | - RIAA: Платиновый - MC: Золотой       | Cry Baby                 |
| «Sippy Cup»                                                                     | 2015 | — | —  | —  | —  | —   | - RIAA: Золотой                        | Cry Baby                 |
| «Gingerbread Man»                                                               | 2016 | — | —  | —  | —  | —   |                                        | Cry Baby’s Extra Clutter |
| «Piggyback»                                                                     | 2017 | — | —  | —  | —  | —   |                                        | Неальбомные синглы       |
| «Copy Cat» (при участии Тиерры Вак)                                             | 2020 | — | —  | —  | —  | —   |                                        | Неальбомные синглы       |
| «Fire Drill»                                                                    | 2020 | — | —  | —  | 35 | —   |                                        | Неальбомные синглы       |
| «The Bakery»                                                                    | 2020 | — | —  | 25 | 23 | —   |                                        | After School             |
| «—» означает, что сингл не попал в чарты или не был выпущен на этой территории. |      |   |    |    |    |     |                                        |                          |

### Промосинглы
| «Toxic» (Выступление на The Voice)                                                  | 2012 | —  | —  | 39 | —  | —  | Неальбомные синглы |
| «Lights» (Выступление на The Voice)                                                 | 2012 | —  | —  | 39 | —  | —  | Неальбомные синглы |
| «Bulletproof» (Выступление на The Voice)                                            | 2012 | —  | —  | —  | —  | —  | Неальбомные синглы |
| «Hit the Road Jack» (Выступление на The Voice)                                      | 2012 | —  | —  | —  | —  | —  | Неальбомные синглы |
| «Cough Syrup» (Выступление на The Voice)                                            | 2012 | —  | 15 | —  | —  | —  | Неальбомные синглы |
| «Seven Nation Army» (Выступление на The Voice)                                      | 2012 | 86 | 3  | —  | 10 | 55 | Неальбомные синглы |
| «Too Close» (Выступление на The Voice)                                              | 2012 | 94 | —  | —  | 11 | 76 | Неальбомные синглы |
| «Crazy» (Выступление на The Voice)                                                  | 2012 | —  | —  | 30 | —  | 99 | Неальбомные синглы |
| «The Show» (Выступление на The Voice)                                               | 2012 | —  | —  | 35 | —  | —  | Неальбомные синглы |
| «High School Sweethearts»                                                           | 2019 | —  | —  | —  | —  | —  | K-12               |
| «Strawberry Shortcake»                                                              | 2019 | —  | —  | —  | —  | —  | K-12               |
| «—» означает, что запись не попала в чарты или не была выпущена на этой территории. |      |    |    |    |    |    |                    |

## Прочие чартовые и сертифицированные песни
| Название                                                                            | Год  | Позиции | Позиции      | Позиции | Позиции | Позиции | Позиции | Позиции | Позиции   | Позиции | Позиции | Сертификации                 | Альбом   |
| Название                                                                            | Год  | US Bub. | US Rock Dig. | AUS     | FRA     | IRE     | NOR     | NZ Hot  | SWE Heat. | SWI     | UK      | Сертификации                 | Альбом   |
| ----------------------------------------------------------------------------------- | ---- | ------- | ------------ | ------- | ------- | ------- | ------- | ------- | --------- | ------- | ------- | ---------------------------- | -------- |
| «Cry Baby»                                                                          | 2015 | —       | —            | —       | —       | —       | —       | —       | —         | —       | —       | - RIAA: Золото - MC: Золото  | Cry Baby |
| «Alphabet Boy»                                                                      | 2015 | 24      | —            | —       | —       | —       | —       | —       | —         | —       | —       | - RIAA: Золото               | Cry Baby |
| «Pacify Her»                                                                        | 2015 | 15      | —            | —       | —       | —       | —       | —       | —         | —       | —       | - RIAA: Золото               | Cry Baby |
| «Mrs. Potato Head»                                                                  | 2015 | 5       | —            | —       | —       | —       | —       | —       | —         | —       | —       | - RIAA: Золото - MC: Золото  | Cry Baby |
| «Mad Hatter»                                                                        | 2015 | —       | —            | —       | —       | —       | —       | —       | —         | —       | —       | - RIAA: Платина - MC: Золото | Cry Baby |
| «Tag, You’re It»                                                                    | 2015 | —       | —            | —       | —       | —       | —       | —       | —         | —       | —       | - RIAA: Золото               | Cry Baby |
| «Milk & Cookies»                                                                    | 2015 | —       | —            | —       | —       | —       | —       | —       | —         | —       | —       | - RIAA: Золото               | Cry Baby |
| «Training Wheels»                                                                   | 2015 | —       | —            | —       | —       | —       | —       | —       | —         | —       | —       | - RIAA: Золото               | Cry Baby |
| «Cake»                                                                              | 2015 | —       | —            | —       | —       | —       | —       | —       | —         | —       | —       | - RIAA: Золото               | Cry Baby |
| «Play Date»                                                                         | 2015 | —       | —            | 76      | 138     | 45      | 23      | —       | 1         | 78      | 78      | - RIAA: Платина - MC: Золото | Cry Baby |
| «Wheels on the Bus»                                                                 | 2019 | —       | —            | —       | —       | —       | —       | 24      | —         | —       | —       |                              | K-12     |
| «Show & Tell»                                                                       | 2019 | 14      | 21           | —       | —       | —       | —       | 21      | —         | —       | —       |                              | K-12     |
| «Nurse’s Office»                                                                    | 2019 | —       | —            | —       | —       | —       | —       | 28      | —         | —       | —       |                              | K-12     |
| «Lunchbox Friends»                                                                  | 2019 | —       | —            | —       | —       | —       | —       | 25      | —         | —       | —       |                              | K-12     |
| «—» означает, что запись не попала в чарты или не была выпущена на этой территории. |      |         |              |         |         |         |         |         |           |         |         |                              |          |

## Музыкальные видео
| Название                              | Год  | Режиссёр(ы)                 | Альбом       | Источник |
| ------------------------------------- | ---- | --------------------------- | ------------ | -------- |
| «Dollhouse»                           | 2014 | Натан Скиалом Том Макнамара | Dollhouse    | [ 51 ]   |
| «Carousel»                            | 2014 | Адам Дональд                | Dollhouse    | [ 52 ]   |
| «Pity Party»                          | 2015 | Мелани Мартинес             | Cry Baby     | [ 53 ]   |
| «Soap» (промовидео)                   | 2015 | Мелани Мартинес             | Cry Baby     | [ 54 ]   |
| «Sippy Cup»                           | 2015 | Мелани Мартинес             | Cry Baby     | [ 55 ]   |
| «Soap» / «Training Wheels»            | 2015 | Мелани Мартинес             | Cry Baby     | [ 56 ]   |
| «Cry Baby»                            | 2016 | Мелани Мартинес             | Cry Baby     | [ 57 ]   |
| «Alphabet Boy»                        | 2016 | Мелани Мартинес             | Cry Baby     | [ 58 ]   |
| «Tag, You’re It» / «Milk and Cookies» | 2016 | Мелани Мартинес             | Cry Baby     | [ 59 ]   |
| «Pacify Her»                          | 2016 | Мелани Мартинес             | Cry Baby     | [ 60 ]   |
| «Mrs. Potato Head»                    | 2016 | Мелани Мартинес             | Cry Baby     | [ 61 ]   |
| «Mad Hatter»                          | 2017 | Мелани Мартинес             | Cry Baby     | [ 62 ]   |
| «Show & Tell»*                        | 2019 | Мелани Мартинес             | K-12         | [ 63 ]   |
| «Wheels on the Bus»*                  | 2019 | Мелани Мартинес             | K-12         | [ 64 ]   |
| «Class Fight»*                        | 2019 | Мелани Мартинес             | K-12         | [ 65 ]   |
| «The Principal»*                      | 2019 | Мелани Мартинес             | K-12         | [ 66 ]   |
| «Nurse’s Office»*                     | 2019 | Мелани Мартинес             | K-12         | [ 67 ]   |
| «Drama Club»*                         | 2019 | Мелани Мартинес             | K-12         | [ 68 ]   |
| «Strawberry Shortcake»*               | 2019 | Мелани Мартинес             | K-12         | [ 69 ]   |
| «Lunchbox Friends»*                   | 2020 | Мелани Мартинес             | K-12         | [ 70 ]   |
| «Orange Juice»*                       | 2020 | Мелани Мартинес             | K-12         | [ 71 ]   |
| «Detention»*                          | 2020 | Мелани Мартинес             | K-12         | [ 72 ]   |
| «Teacher’s Pet»*                      | 2020 | Мелани Мартинес             | K-12         | [ 73 ]   |
| «High School Sweethearts»*            | 2020 | Мелани Мартинес             | K-12         | [ 74 ]   |
| «Recess»*                             | 2020 | Мелани Мартинес             | K-12         |          |
| «Play Date (Lyric Video)»             | 2020 | Мелани Мартинес             | Cry Baby     |          |
| «The Bakery»                          | 2020 | Мелани Мартинес             | After School |          |

- «*» означает, что музыкальное видео изначально было показано в фильме K-12.